# Göjtäpä
Göjtäpä (azerbajdzjanska: Göytəpə, även Gejtepe, Prišib, Prisjib och Prisjibinsk, Prisjibinskoje, armeniska: Գյոյթեփե, ryska: Гёйтепе, Gjojtepe) är en stad i södra Azerbajdzjan som hade 14 144 invånare år 2008. Staden är den näst mest befolkade i rajonen Dzjalilabad efter regionens huvudort Dzjälilabad. 

## Historia
Göjtäpä grundades år 1840 av ryska bosättare som kallade byn för Prisjib. 1967 fick byn Prisjib statusen av en stad. 1992, efter självständigheten, döptes staden om till det mer azerbajdzjanskklingande namnet Göjtäpä (Göytəpə), som översatt betyder blå kullen.
Under sovjettiden fanns i staden en större bilfabrik samt en utbredd vinodling.

## Demografi
Enligt folkräkningen 1959 bodde då 5085 personer i Prisjib. Till år 1979 hade befolkningen ökat till 9 225 invånare. Precis innan Sovjetunionens fall, 1989, hade staden 10 067 invånare. Nutida folkräkningar (2008) visar att staden har 14 144 invånare.